# Platon (film)
Platon (russisk: Платон) er en russisk spillefilm fra 2008 af Vartan Akopjan.

## Medvirkende
- Pavel Volja — Plato
- Jelizaveta Lotova — Ljuba
- Evelyn Bledans — Ellotjka
- Olegar Fedoro
- Stanislav Bondarenko — Banderas